# Miechowo
Miechowo (deutsch Miechowen, 1938 bis 1945 Niederhorst) ist ein Dorf in der polnischen Woiwodschaft Ermland-Masuren, das zur Landgemeinde Prostki (Prostken) im Powiat Ełcki (Kreis Lyck) gehört.

## Geographische Lage
Miechowo liegt im südlichen Osten der Woiwodschaft Ermland-Masuren, elf Kilometer südlich der Kreisstadt Ełk (Lyck).

## Geschichte
Das seinerzeitige Michowen wurde im Jahre 1546 gegründet. Nach 1785 Mniechowen genannt, hieß  dann das kleine Gutsdorf bis 1938 Miechowen. 
Im Jahr 1874 wurde der Ort in den neu errichteten Amtsbezirk Gorczitzen (polnisch Gorczyce) eingegliedert, der wenige Jahre später in „Amtsbezirk Borken“ (polnisch Borki) umbenannt wurde. Er bestand bis 1945 und gehörte zum Kreis Lyck im Regierungsbezirk Gumbinnen (ab 1905: Regierungsbezirk Allenstein) in der preußischen Provinz Ostpreußen. Im Jahre 1910 zählte Miechowen 69 Einwohner.
Am 30. September 1928 verlor Miechowen seine Eigenständigkeit und wurde in die Landgemeinde Borken eingemeindet. 
Am 3. Juni 1938 erhielt Miechowen die Umbenennung in „Niederhorst“.
In Kriegsfolge kam der Ort 1945 mit dem gesamten südlichen Ostpreußen zu Polen und erhielt die polnische Namensform „Miechowo“. Heute ist er Sitz eines Schulzenamtes (polnisch Sołectwo) und somit eine Ortschaft im Verbund der Gmina Prostki (Prostken) im Powiat Ełcki (Kreis Lyck), bis 1998 der Woiwodschaft Suwałki, seither der Woiwodschaft Ermland-Masuren zugeordnet.

## Religionen
Bis 1945 war Miechowen in die evangelische Kirche Ostrokollen (1938 bis 1945 Scharfenrade, polnisch Ostrykół) in der Kirchenprovinz Ostpreußen der Kirche der Altpreußischen Union sowie in die römisch-katholische Kirche St. Adalbert in Lyck (polnisch Ełk) im Bistum Ermland eingepfarrt.
Heute gehört Miechowo katholischerseits zur Pfarrei in Nowa Wieś Ełcka (Neuendorf), die im nahegelegenen Bobry (Bobern) eine Filialkirche unterhält. Sie ist in das Bistum Ełk der Römisch-katholischen Kirche in Polen eingegliedert. Die evangelischen Einwohner halten sich zur Kirchengemeinde in der Kreisstadt Ełk (Lyck), einer Filialgemeinde der Pfarrei in Pisz (Johannisburg) in der Diözese Masuren der Evangelisch-Augsburgischen Kirche in Polen.

## Verkehr
Miechowo liegt an der Nebenstraße 1868N, die die polnische Landesstraße 65 (einstige deutsche Reichsstraße 132) bei Niedźwiedzkie (Niedzwetzken, 1935 bis 1945 Wiesengrund) mit der Woiwodschaftsstraße 667 bei Bajtkowo (Baitkowen, 1938 bis 1945 Baitenberg) verbindet. 